# Bill Siksay
William Livingstone Siksay (Oshawa, 11 de marzo de 1955) también conocido como Bill Siksay es un político canadiense, miembro del Parlamento de Canadá por el distrito electoral de Burnaby—Douglas en la Columbia Británica. 
Está afiliado al Nuevo Partido Democrático desde 1981.  Antes de dedicarse a la política, estuvo a punto en convertirse en sacerdote de la Iglesia Unida de Canadá, siendo el primer homosexual en iniciar el proceso. De este modo, comenzó un debate en el seno de la iglesia sobre si se debía permitir, o no, la ordenación da gais y lesbianas. De cualquier forma, no llegó a completar su ordenación, aunque sigue siendo un miembro activo de dicha religión, perteneciendo a Affirm United, organización que engloba a todos los gais, lesbianas y transexuales de la Iglesia Unida.
Comenzó en política como asesor, durante más de 18 años, de Svend Robinson. Se presentó por primera vez en las elecciones de 1997, aunque fue derrotado por Hedy Fry. Con la renuncia de Robinson a su puesto de diputado, Siksay disputó su lugar en las elecciones de 2004, ganando en la circunscripción de Burnaby--Douglas. Al ser elegido se convirtió en el primer diputado que había reconocido previa y abiertamente ser gay. Otros diputados habían declarado su condición sexual después de entrar en la Cámara de Diputados.
En el gabinete en la sombra de su partido se ocupó de las áreas de Ciudadanía e Inmigración, Gays, Lesbianas y Transexuales. En 2005 realizó en el Parlamento una enmienda que prohibió la discriminación por la identidad o expresión sexual en el país. En 2006 fue reelegido como diputado aumentando su apoyo electoral.